# 와이오미아 타이어스

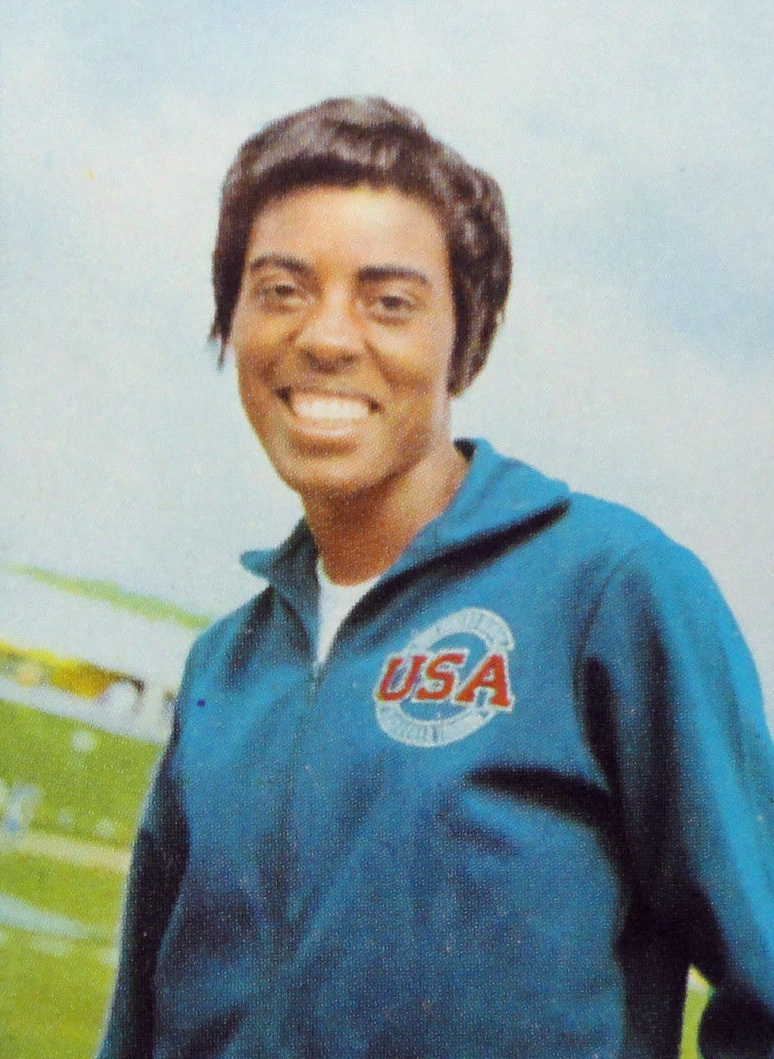

와이오미아 타이어스(Wyomia Tyus, 1945년 8월 29일 ~ )는 전 미국의 육상 선수이자, 올림픽 100m 2연승(1964, 1968)을 한 첫 선수였다.
조지아주 그리핀 출신으로 테네시 주립 대학교 재학 중, 19세의 나이로 1964년 도쿄 올림픽에 참가하여 100m 예선들에서 윌머 루돌프의 세계 기록을 균등하고 하여 결승전에서 동료 선수 에디스 맥가이어와 맞붙게 되었다. 맥가이어를 10분의 2 차이로 꺾고 우승한 후 400m 계주에도 나갔으나 폴란드 팀에 밀려 2위를 하고 말았다.
1967년 팬아메리칸 게임에서 200m를 우승하고 이듬해 멕시코시티 올림픽에 돌아와 100m 타이틀을 유지하였다. 11.08초의 세계 신기록을 세워 올림픽 100m 타이틀을 유지한 첫 여성 선수가 되었다. 200m 결승전에도 나갔지만 6위에 머물고 말았지만, 400m 계주에 최종 주자로 나가 세계 신기록을 세워 우승으로 이끌었다.
이 경기 후에 아마추어 스포츠에서 은퇴하였다.
그 후 비벌리힐스 고등학교의 육상 코치를 역임하였고 여성 스포츠 재단의 창설자가 되었다.
1980년 국립 육상 명예 전당, 1985년에는 미국 올림픽 명예 전당에 입성되었다.